# 拉赫季
拉赫季（阿拉伯语：‎，羅馬化：Laḥij，英语：Lahij或Lahej）是也门拉赫季省的首府，位于亚丁东边。从18到19世纪，该地曾被Al-Abdali等家族所统治。拉赫季在1967年前是大英帝国的保护国——阿布達利蘇丹國的首都。
13°03′N 44°53′E / 13.050°N 44.883°E